# Borovitsa (Vidin)
Borovitsa (Bulgaars: Боровица) is een dorp in Bulgarije. Het is gelegen in de gemeente Belogradtsjik, oblast Vidin en telt 89 inwoners (2019).

## Bevolking
Het dorp heeft te kampen met een intensieve ontvolking (zie: onderstaande grafiek). Van de 170 inwoners reageerden er 165 op de volkstelling van februari 2011. Zo'n 146 respondenten identificeerden zichzelf als etnische Bulgaren (88,5%) en 19 personen als Roma (11,5%).
|  |

Belogradtsjik · Borovitsa · Chiflika · Dbravka · Granichak · Granitovo · Krachimir · Oshane · Prauzhda · Prolaznitsa · Rabisha · Rayanovtsi · Salash · Slivovnik · Stakevtsi · Struindol · Veshtitsa · Varba